# Заря (Пологовский район)
Заря (укр. Зоря, до 2016 г. — Карла Либкнехта) — село,
Зорянский сельский совет,
Розовский район,
Запорожская область,
Украина.
Код КОАТУУ — 2324981801. Население по переписи 2001 года составляло 382 человека.
Является административным центром Зорянского сельского совета, в который, кроме того, входят сёла
Новгород и Святотроицкое.

## Географическое положение
Село Заря находится на расстоянии в 2,5 км от села Новгород и в 3-х км от села Святотроицкое.

## История
- 1843 год — дата основания как село Людвигсталь, затем переименовано в село Романовка в честь юбилея вступления на трон в 1613 году династии русских царей Романовых.
- В 1918 году (вероятнее, в январе 1919 н.ст.) переименовано в село Карла Либкнехта в честь убитого в январе 1919 года немецкого революционера Карл Либкнехт.
- В мае 2016 года постановлением № 1353-VIII[3] название села было «декоммунизировано»[4][5] ВРУ и переименовано в село Заря́.[1]

## Экономика
- «Зоря», КХ.
- «Натали».

## Объекты социальной сферы
- Школа.